# Clube Atlético Aldenovense
O Clube Atlético Aldenovense é um clube de futebol português sediado na vila e na Freguesia de Vila Nova de São Bento, Município de Serpa, no Distrito de Beja, fundado oficialmente a 20 de agosto de 1947.

## História
O futebol surge na localidade em 1923, quando um grupo de estudantes, no período das férias, resolve fomentar um jogo de futebol na freguesia. Os rapazes, concentrados na Sociedade da Aldeia, falam sobre a modalidade e consomem-se largos momentos a examinar os seus conteúdos.
Com o encadeamento destes episódios, surge o clube na aldeia. Coube a José Morais Louro, assumir o comando das hotes e assim, no ano 1923, fundou-se o Aldenovense Foot-Ball Club ( onde se destacam as camisolas às riscas verticais vermelhas e brancas e calções pretos ), sendo que só a 30 de novembro de 1938, sob a presidência de Francisco Assis Teixeira, verifica-se a filiação na Associação de Futebol de Beja.
Apesar destes eventos todos, a afirmação do futebol ocorreu a 20 de agosto de 1947, quando o capitão Alcino Pires, depois do seu árduo trabalho, consegue oficializar a instituição e assim fundou oficialmente o Atlético Clube Aldenovense ( nome que foi depois alterado para a designação atual, Clube Atlético Aldenovense ), permitindo assim a entrada do clube nas verdadeiras provas oficiais.
Na época de 1974/75, o Aldenovense participa, pela primeira vez, nas competições de seniores da Associação de Futebol de Beja.
O Clube Atlético Aldenovense é a 11ª instituição filial do Atlético Clube de Portugal. Assim, o Aldenovense representa as cores da equipa de Alcântara, onde se destaca nas camisolas o azul e amarelo.

## Títulos
- 2 Títulos 1ª Divisão da Associação de Futebol de Beja (1992/93, 2000/01)
- 3 Taças do Distrito da Associação de Futebol de Beja (1992/93, 1994/95, 1999/00)

## Estádio
Para os seus jogos em casa, o clube tem ao seu dispor o Parque Desportivo de Vila Nova de S. Bento, relvado, com capacidade para 372 espectadores sentados.

## Patrocinadores
O Clube Atlético Aldenovense têm o apoio do Circuito do Sol ( patrocinador principal ) e Plano Analógico.